# Libuše Kvasnicová
Libuše Kvasnicová (* 20. března 1925 – 2. března 2011) byla česká a československá politička a bezpartijní poslankyně Sněmovny národů Federálního shromáždění za normalizace.

## Biografie
K roku 1971 se profesně uvádí jako dělnice. K roku 1976 jako organizační pracovnice závodního výboru ROH.
Ve volbách roku 1971 zasedla do české části Sněmovny národů (volební obvod č. 65 - Karviná, Severomoravský kraj). Mandát obhájila ve volbách roku 1976 (obvod Karviná). Ve FS setrvala do konce funkčního období, tedy do voleb roku 1981.